# کوولبیر (اکلاهما)
کوولبیر(به انگلیسی: Colbert) شهری در ایالت اکلاهما کشور ایالات متحده آمریکا است که جمعیت آن در سرشماری سال ۲۰۱۰ میلادی، ۱٬۱۴۰ نفر بوده‌است.